# Щефан Горовей
Щефан-Сорин Горовей (на румънски: Ştefan-Sorin Gorovei) е румънски историк, медиевист и генеалог. Той е професор в Историческия факултет на Яшкият университет „Александру Йоан Куза“, главен научен сътрудник в Института по история „А. Д. Ксенопол“ към Румънската академия в Яш от 1977 г., а от 2003 г. в Центъра за европейска история и цивилизация към същата академия.

## Биография
Роден е на 28 юли 1948 г. в град Фълтичени, Народна република Румъния. През 1971 г. завършва Историческия факултет на Яшкият университет „Александру Йоан Куза“.
През декември 2023 г. в телевизионното предаване „НепознатиТЕ“ с Георги Тошев по bTV е показан филм за четвероевангелието на цар Иван Александър от Търново с негово участие. Щефан Горовей твърди, че Румъния е правоприемник на две империи – Византийската и Българската империя, като по този начин отбелязва че България е била империя.